# Stipecampus
Stipecampus is een monotypisch geslacht van straalvinnige vissen uit de familie van zeenaalden en zeepaardjes (Syngnathidae).

## Soort
- Stipecampus cristatus (McCulloch & Waite, 1918)